# Tường Hạ
Tường Hạ là một xã thuộc huyện Phù Yên, tỉnh Sơn La, Việt Nam.
Xã có diện tích 19,38 km², dân số năm 1999 là 3.136 người, mật độ dân số đạt 162 người/km².